# イラク全国野球リーグ
イラク全国野球リーグ（英名:National League）とは、イラク国内で行われている野球リーグである。

## 歴史
もとよりイラク国内の多くの私立学校の体育科目に組み込まれていたこともあり、野球の存在は広く知られていた。トップリーグの編成に向けて動き始めたのは、1994年に在ワシントンイラク大使館がバグダードにバットやボール、グローブ等を贈与したのがきっかけであった。しかし当時国内はサダムフセインの厳しい規制下にあり、アメリカのスポーツである野球を国内に持ち込むことは見送られた。
フセイン政権崩壊後、イスマエル氏が野球リーグを発足させた。スポーツクラブや大学キャンパスを訪問する中で野球は関心を集め始めた。
2004年7月、イラク国家オリンピック委員会はリーグをメンバーとして認め、それ以来リーグを支援するために 50,000ドル以上の予算を計上してきた。イラク野球連盟には15の女子ソフトボールチームと、野球のイラク代表チームも含まれた。

## 構成球団
北のニネベから南のバスラまで広がる18州に26の本格的な野球チームが存在する。バグダッドに6クラブ、イラク北部に5クラブ、イラク南部に8クラブがある。それに加えイラク全土に7つの支部連合が存在する。

## 参考
- https://baseballasia.org/BFA/include/index.php?Page=9-1-A

- https://www.nytimes.com/2005/09/07/world/middleeast/baseball-in-iraq-as-pastimes-go-its-anything-but.html